# Camilla Grebe
Camilla Christina Grebe (Enskede, 20 maart 1968) is een Zweeds schrijfster.

## Biografie
Grebe werd in 1968 als Camilla Christina Eriksson geboren in Enskede en groeide op in Älvsjö, Stockholm. Grebe behaalde een Civilekonom-graad op de Handelshogeschool van Stockholm. Na haar studies richtte ze de audioboekenuitgeverij Storyside op, werkte als marketingmanager bij Lernia AB en was CEO bij een van Vin & Sprit’s dochterondernemingen.

### Carrière
In 2009 debuteerde Grebe met de detectiveroman Någon sorts frid die ze samen met haar zus Åsa Träff schreef. Het was het eerste boek in de Siri Bergman-serie, daarna volgden nog vier delen. Twee romans uit de serie werden genomineerd voor de Zweedse literatuurprijs bästa svenska kriminalroman, Bittrare än döden in 2010 en Innan du dog in 2012.
Van 2013 tot 2016 schreef ze samen met Paul Leander-Engström de Moskva Noir-trilogie. In 2015 debuteerde Grebe als soloschrijver met de psychologische thriller Älskaren från huvudkontoret. De roman werd vertaald in meer dan 20 talen en de filmrechten werden verkocht aan de Amerikaanse filmproductiemaatschappij New Line Cinema. Tijdens de release van de Engelse vertaling The Ice Beneath Here in 2016 werd Grebe door Amazon UK uitgeroepen tot een van de "rijzende sterren". Het vervolg Husdjuret, in september 2017 gepubliceerd, werd door de Svenska Deckarakademin bekroond als bästa svenska kriminalroman en behaalde de Glazen Sleutel als beste Noordse misdaadroman in 2018.

### Privéleven
Grebe woont met haar man en twee kinderen in Stockholm.

### Siri Bergman-serie (samen met Åsa Träff)
- 2009: Någon sorts frid (nl: Vredig)
- 2010: Bittrare än döden (nl: Bitterder dan de dood)
- 2012: Innan du dog (nl: Voor je stierf)
- 2013: Mannen utan hjärta
- 2015: Eld och djupa vatten

### Moskva Noir-trilogie (samen met Paul Leander-Engström)
- 2013: Dirigenten från Sankt Petersburg (nl: De poppenspeler)
- 2014: Handlaren från Omsk (nl: De handelaar)
- 2016: Den sovande spionen (nl: De meesterspion)

### Peter Lindgren/Hanne Lagerlind-serie
- 2015: Älskaren från huvudkontoret (nl: De minnares)
- 2017: Husdjuret (nl: Dagboek van een verdwijning)
- 2017: Dvalan (nl: In slaap gevangen)